# Маріян Влак
Маріян Влак (хорв. Marijan Vlak, нар. 23 жовтня 1955, Петриня) — хорватський футболіст, що грав на позиції воротаря насамперед за «Динамо» (Загреб). По завершенні ігрової кар'єри — тренер.

## Ігрова кар'єра
У дорослому футболі дебютував 1971 року виступами за команду «Младост Петриня», в якій провів один сезон. 
Своєю грою за цю команду привернув увагу представників тренерського штабу клубу «Динамо» (Загреб), до складу якого приєднався 1973 року. Відіграв за «динамівців» наступні п'ятнадцять сезонів своєї ігрової кар'єри. 1982 року вигравав у їх складі чемпіонат Югославії, а наступного року ставав володарем Кубка Югославії.
Завершував ігрову кар'єру у команді «Сегеста», за яку виступав протягом 1988 року.

## Кар'єра тренера
Розпочав тренерську кар'єру, повернувшись до футболу після невеликої перерви, 1997 року, очоливши тренерський штаб клубу «Динамо» (Загреб), якому віддав більшу частину своєї ігрової кар'єри.
Згодом 1999 року встиг попрацювати у командах «Славен Белупо» і «Ференцварош», після чого повернувся до загребського «Динамо». Приводив команду до перемоги у чемпіонаті Хорватії 1999/2000 та розіграші Кубка країни 2001/02.
Згодом у другій половині 2000-х тренував словацьку «Жиліну», угорський «Фехервар» та, учергове, «Динамо» (Загреб).
На початку 2010-х двічі приходив на тренерський місток угорського «Вашаша».

## Титули і досягнення

### Як гравця
- Чемпіон Югославії (1):

«Динамо» (Загреб): 1981-1982
- Володар Кубка Югославії (1):

«Динамо» (Загреб): 1982-1983

### Як тренера
- Чемпіон Хорватії (1):

«Динамо» (Загреб): 1999-2000
- Володар Кубка Хорватії (1):

«Динамо» (Загреб): 2001-2002